# Провиденсија
Провиденсија (шп. Providencia) је општина у Чилеу. По подацима са пописа из 2002. године број становника у месту је био 120.874.

## Демографија
| 2002.   |
| ------- |
| 120,874 |